# Opius inca
Opius inca är en stekelart som beskrevs av Fischer 1968. Opius inca ingår i släktet Opius och familjen bracksteklar. Inga underarter finns listade i Catalogue of Life.